# Ботнарюк, Татьяна Владимировна
Татьяна Владимировна Ботнарюк (рум. Tatiana Botnariuc; 8 мая 1967, Дондюшаны, MCCP) — молдавский политик, депутат Парламента Республики Молдова с 2009 года, член бюро партии «Возрождение».

## Образование
После окончания средней школы в 1984 году поступила на работу в Окницкий отдел ГОССТРАХа.
С 1985 по 1990 гг. училась в Бельцком педагогическом институте им. «Алеку Руссо» по специальности «Детская педагогика и психология».
После окончания института работала в детском саду, и Дондюшанском отделе социального обеспечения.

## Политическая деятельность
- Политическую карьеру начала в 1994 году, став членом ПКРМ, работала с молодежью. Политические воззрения всегда носили левый характер.
- В 2001 году была назначена директором территориальной кассы социального страхования.
- С 2009 года – депутат парламента от ПКРМ, член комиссии по здравоохранению и социальным вопросам.
- С 1998 по 2012 гг. избиралась вторым районным секретарём ПКРМ по идеологии.
- В эти же годы была избрана в городской и районный советы Дондюшанского района.
- С 2012 член бюро партии «Возрождение»